# Список кардиналов, возведённых папой римским Бонифацием VIII

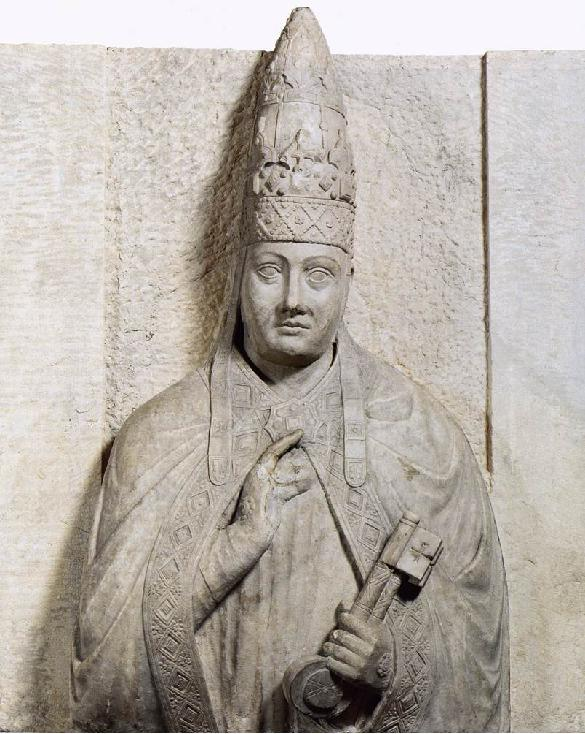
Папа Бонифаций VIII

Кардиналы, возведённые Папой римским Бонифацием VIII — 15 прелатов, клириков и мирян были возведены в сан кардинала на пяти Консисториях за почти девятилетний понтификат Бонифация VIII.
На обеих консисториях было назначено по четыре кардинала.

## Консистория между 23 января и 13 мая 1295 года
- Бенедетто Каэтани младший (кардинал-дьякон с титулярной диаконией Санти-Козма-э-Дамиано) (Папская область).

## Консистория от 17 декабря 1295 года
- Джакомо Томази Каэтани, O.F.M., бывший епископ Алатри (кардинал-священник церкви Сан-Клементе) (Папская область);
- Франческо Наполеоне Орсини, племянник Папы Николая III (кардинал-дьякон с титулярной диаконией Санта-Лючия-ин-Силиче) (Папская область);
- Джакомо Каэтани Стефанески, аудитор Трибунала Священной Римской Роты (кардинал-дьякон с титулярной диаконией Сан-Джорджо-ин-Велабро) (Папская область);
- Франческо Каэтани (кардинал-дьякон с титулярной диаконией Санта-Мария-ин-Козмедин) (Папская область);
- Пьетро Валериано Дурагерра, вице-канцлер Святой Римской Церкви (кардинал-дьякон с титулярной диаконией Санта-Мария-Нуово) (Папская область).

## Консистория от 4 декабря  1298 года
- Гонсало Гудьель, архиепископ Толедо (кардинал-епископ Альбано) (королевство Кастилия);
- Теодорико Раньери, архиепископ Пизы, папский камергер (кардинал-священник церкви Санта-Кроче-ин-Джерусалемме) (Пизанская республика);
- Никколо Бокассини, O.P., генеральный магистр ордена проповедников (кардинал-священник церкви Санта-Сабина) (Папская область);
- Риккардо Петрони, вице-канцлер Святой Римской Церкви (кардинал-дьякон с титулярной диаконией Сант-Эустакьо) (Папская область);

## Консистория от 2 марта 1300 года
- Леонардо Патрассо, архиепископ Капуи (кардинал-епископ Альбано) (королевство Сицилия);
- Джентиле де Монтефьоре O.F.M., лектор богословия в Римской курии (кардинал-священник церкви Санти-Сильвестро-э-Мартино-ай-Монти) (Папская область);
- Лука Фиески (кардинал-дьякон с титулярной диаконией Санта-Мария-ин-Виа-Лата) (Папская область).

## Консистория от 15 декабря  1302 года
- Педро Родригес, епископ Бургоса (кардинал-епископ Сабины) (королевство Кастилия);
- Джованни Минио да Моровалле, O.F.M., генеральный министр своего ордена (кардинал-епископ Порто) (Папская область).